# 스베알란드

스베알란드

스베알란드(스웨덴어: Svealand)는 스웨덴 중부에 위치한 전통적인 지역이다. 노를란드, 예탈란드와 함께 스웨덴을 형성하는 전통적인 지역 가운데 하나이며 6개 지방이 스베알란드 지역에 속한다. 스웨덴의 3개 지역 가운데 면적이 가장 작은 지역이다.
역사적으로 스베아족이 거주했던 지역으로 여겨졌으며 스웨덴의 고대 스웨덴어 국명인 "스베아 리케"(Svea rike, 현대 스웨덴어로는 "스베리예"(Sverige)라고 표기함)는 여기서 유래된 이름이다. 원래는 "스베아 왕국"이라는 뜻을 갖고 있었지만 스웨덴이 영토를 확장해 나가면서 이와는 전혀 다른 뜻을 갖게 되었다.

## 지방
- 달라르나
- 네르케
- 쇠데르만란드
- 우플란드
- 베름란드
- 베스트만란드

## 같이 보기
- 노를란드
- 예탈란드